# Aeroportul Bétou
Aeroportul Bétou (IATA: BTB, ICAO: FCOT) este un aeroport din Likouala, Republica Congo ce deservește zona Bétou⁠(d). A fost numit după zona deservită.
Situat la o altitudine de 346 m, aeroportul dispune de o singură pistă. Este operat de Republica Congo.